# Veterans Memorial Stadium (Troy)
O Veterans Memorial Stadium é um estádio localizado em Troy, Alabama, Estados Unidos, possui capacidade total para 30.402 pessoas, é a casa do time de futebol americano universitário Troy Trojans football da Universidade de Troy. O estádio foi inaugurado em 1950.